# Grenhopp
Grenhopp är en äldre tävlingsgren inom friidrott och gymnastik. Som tävlingsgren är den specifikt svensk, medan grenhopp som gymnastisk övning förekommer även i Norge.

## Historik
Grenhopp är från början en gymnastisk rörelse som redan P. H. Ling upptog i sitt rörelseförråd. På 1880-talet togs grenhoppet upp inom friidrotten, och var med på såväl SM som DM. Tävlingarna hölls till 1913 omväxlande inomhus och utomhus i samband med de övriga mästerskapen. Från 1915 anordnades speciella inomhusmästerskap, som omfattade gren- och mellanhopp samt höjd- och längdhopp utan ansats. SM i grenhopp slopades 1930 men återupptogs följande år. 1936 ströks grenen helt från Svenska Idrottsförbundets tävlingsprogram, men upptogs i stället av Svenska Gymnastikförbundet, som 1939 återinförde SM och DM. SM i grenhopp hölls fram till 1948.

## Utförande

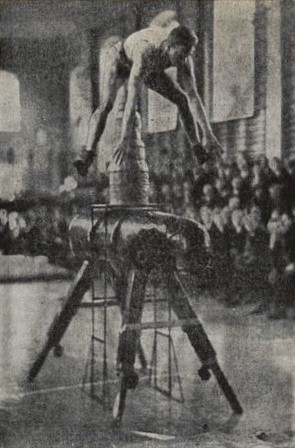
Gösta Larsson (Lundberg) hoppar grenhopp.

Grenhopp sker över en på längden ställd häst, på vilken placeras så kallade "mumrikar", tagelstoppade kuddar av segelduk eller annat hårt tyg. När en höjd har klarats placeras ytterligare en mumrik ovanpå de tidigare. Förutom de översta spänns mumrikarna fast vid en järnställning med en rem.
Ansatsen är obegränsad och valfri. Hästen ska vara mellan 165 och 180 centimeter lång och försedd med två tvärgående sadelbommar på ett avstånd från hästens mitt av 25–30 centimeter. Hästens höjd där händerna slås i ska vara högst 145 centimeter. Mumrikarna, som placeras mellan sadelbommarna, ska vara så tunga att de inte rubbas vid ett kraftigt anslag på hästen.
Hoppet går till så att hopparen tar ett kraftigt anlopp, gör ett hårt avstamp med båda fötterna samtidigt, 1–1,5 meter från hästen, och trycker ifrån med händerna mot bakre delen av hästen samtidigt som han kraftigt sträcker armarna, varigenom kroppen kastas uppåt och framåt över hästen och mumrikarna. Benen säras efter avstampet.
Det gymnastiska grenhoppet är mer formbundet än det inom friidrott. Om det utförs utan mumrikar hålls kroppen under själva hoppet över hästen ungefär i lodplanet, med händerna ledigt efter sidan. Inom friidrotten skjuts höfterna uppåt, så att bålen vid passerandet av mumrikarna ligger ungefär vågrät. Det kan därför inträffa att mumrikarna rivs med pannan eller näsan.
För att ett tävlingshopp ska vara giltigt får kroppen vid passerandet av mumrikarna inte luta märkbart åt någon sida, och benen ska ha samma vinkel från kroppens lodlinje.
Varje hoppare har rätt till tre hopp på varje höjd. Ett hopp räknas som giltigt när mumrikarna ligger kvar, och som misslyckat om den tävlande river någon mumrik eller tar dessa med sned kroppsställning. Tre domare avgör om stilen kan godkännas; om de är oeniga avgör två domarröster. Som misslyckat försök räknas även om en tävlande utför anlopp och berör hästen utan att göra ett hopp, eller om han i hoppet berör hästen efter att ha passerat mumrikarna.

## Svenska mästare
- 1896: Theodor Andersson, Gais, 229 cm
- 1897: Theodor Andersson, Gais, 222 cm
- 1898: B. Palmeth, Norrköpings GF, 235 cm
- 1899: Axel Bonthron, Norrköpings GF, 230 cm
- 1900: Oscar Nordström, Djurgårdens IF, 231 cm
- 1901: Lennart Rosengren, Jönköpings AIF, 208 cm
- 1902: Oscar Nordström, Djurgårdens IF, 222 cm
- 1903: Erik Bergström, Örgryte IS, 210 cm
- 1904: Carl Holmér, Linköpings AIK, 235 cm
- 1905: Carl Silfverstrand, IS Göta, 228 cm
- 1906: Carl Holmér, IF Swithiod, 230 cm
- 1907: Leif Sörvik, Lyckans Soldater, 225 cm
- 1908: R. Johansson, Lyckans Soldater, 233 cm
- 1909: R. Johansson, Lyckans Soldater, 235 cm
- 1910: Leif Sörvik, Örgryte IS, 232 cm
- 1911: Leif Sörvik, Örgryte IS, 230 cm
- 1912: Ch. Johansson, Örgryte IS, 224 cm
- 1913: Leif Sörvik, Örgryte IS, 227 cm
- 1914: Leif Sörvik, Örgryte IS, 228 cm
- 1915: Leif Sörvik, Örgryte IS, 229 cm
- 1916: Leif Sörvik, Örgryte IS, 231 cm
- 1917: Sven-Olof Jonsson, IFK Stockholm, 228 cm
- 1918: Sven-Olof Jonsson, IFK Stockholm, 231 cm
- 1919: Sven-Olof Jonsson, IFK Stockholm, 238 cm
- 1920: Sven-Olof Jonsson, IFK Stockholm, 236 cm
- 1921: Sven-Olof Jonsson, IFK Stockholm, 241 cm
- 1922: Rolf Franksson, Örgryte IS, 230 cm
- 1923: Konrad Granström, Fredrikshofs IF, 229 cm
- 1924: Konrad Granström, Fredrikshofs IF, 232 cm
- 1925: Rudolf Ahlgren, IFK Malmö, 247 cm
- 1926: Leif Dahlgren, Krigsskolans IF, 238 cm
- 1927: Leif Dahlgren, Djurgårdens IF, 244 cm
- 1928: Leif Dahlgren, Djurgårdens IF, 240 cm
- 1929: Leif Dahlgren, IFK Malmö, 244 cm
- 1930: ingen tävlan
- 1931: Leif Dahlgren, IFK Malmö, 245 cm
- 1932: Leif Dahlgren, IFK Malmö, 245 cm
- 1933: Leif Dahlgren, IFK Malmö, 241 cm
- 1934: Kalle Lundgren, Djurgårdens IF, 249 cm
- 1935: Gösta Larsson, IFK Hälsingborg, 243 cm
- 1936: ingen tävlan
- 1937: ingen tävlan
- 1938: ingen tävlan
- 1939: Gösta Lundblad, SoIK Hellas, 240 cm
- 1940: ingen tävlan
- 1941: Bengt Karlsson
- 1942: ?
- 1943: ?
- 1944: ?
- 1945: ?
- 1946: ?
- 1947: ?
- 1948: ?

## Svenska rekord
- 229 cm Theodor Andersson, Gais 1896
- 235 cm B. Palmeth, Norrköpings GF 1898
- 245 cm Carl Holmér, Linköpings AIK 1903
- 245,6 cm R. Johansson, Lyckans Soldater 1908
- 247 cm Rudolf Ahlgren, IFK Malmö 1925
- 250 cm Leif Dahlgren, IFK Malmö 1931